# Tisza-tó
Tisza-tó nebo Kiskörei-víztározó, někdy též jezero Tisa je vodní nádrž, svou rozlohou druhé největší jezero v Maďarsku a největší uměle vytvořené. Leží uprostřed Velké uherské nížiny. Jeho největší část se rozprostírá na území župy Heves, menší objemy se nacházejí i v župách Borsod-Abaúj-Zemplén a Jász-Nagykun-Szolnok. Část jezera je součástí maďarského národního parku Hortobágy a je světovým přírodním dědictvím UNESCO.

## Charakteristika
Vzniklo z důvodu protipovodňové ochrany, jakož i pro lepší fungování zemědělství v nížině a pro podpoření turistiky v regionu, když se v roce 1973 u města Kisköre vybudovala na řece Tisa zemní sypaná hráz s hydroelekrárnou. Naplnění přehrady skončilo v roce 1990. Jezero o rozloze 127 km² se stalo druhým největším maďarským jezerem po Balatonu. Je 27 km dlouhé s průměrnou hloubkou 1,3 m. Největší hloubka jezera je 17 metrů a nacházejí se v něm množství ostrovů o celkové rozloze 43 km².

## Současné využití
Po naplnění přehrady začali maďarští turisté navštěvovat jezero, protože bylo mnohem levnější než Balaton. Mělká a rychle se zahřívající voda je vhodná ke koupání a pro vodní sporty. Obrovské zálivy, slepá ramena, ostrůvky, velké množství různých ryb, ptáků a zvěřiny svou divokostí láká milovníky klidu a přírody. Vedle pobřeží vzniká stále více rekreačních středisek (Tiszafüred, Kisköre, Abádszalók), rybářských středisek (Poroszló, Sarud), veřejných koupališť a kempů. V této panenské přírodě v oblasti Poroszló se vybudovalo Ekocentrum Tisza-tavi (maďarsky Tisza-tavi Ökocentrum), největší evropská soustava sladkovodních akvárií, představující faunu jezera a Karpatské kotliny.
Jezero je možné objet na kole po asfaltové cyklostezce. Cyklotrasu Tisza-tó křižuje mezinárodní cyklostezka EuroVelo EV 11, která prochází celou Evropou a tvoří nejdelší souvislý systém cyklostezek v Maďarsku (170 km). Cyklistické túry je možno kombinovat s vodními.

## Fotogalerie

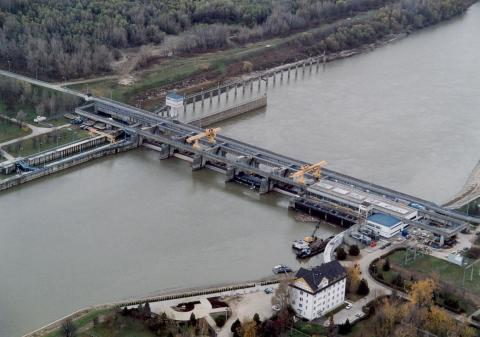
hráz u města Kisköre
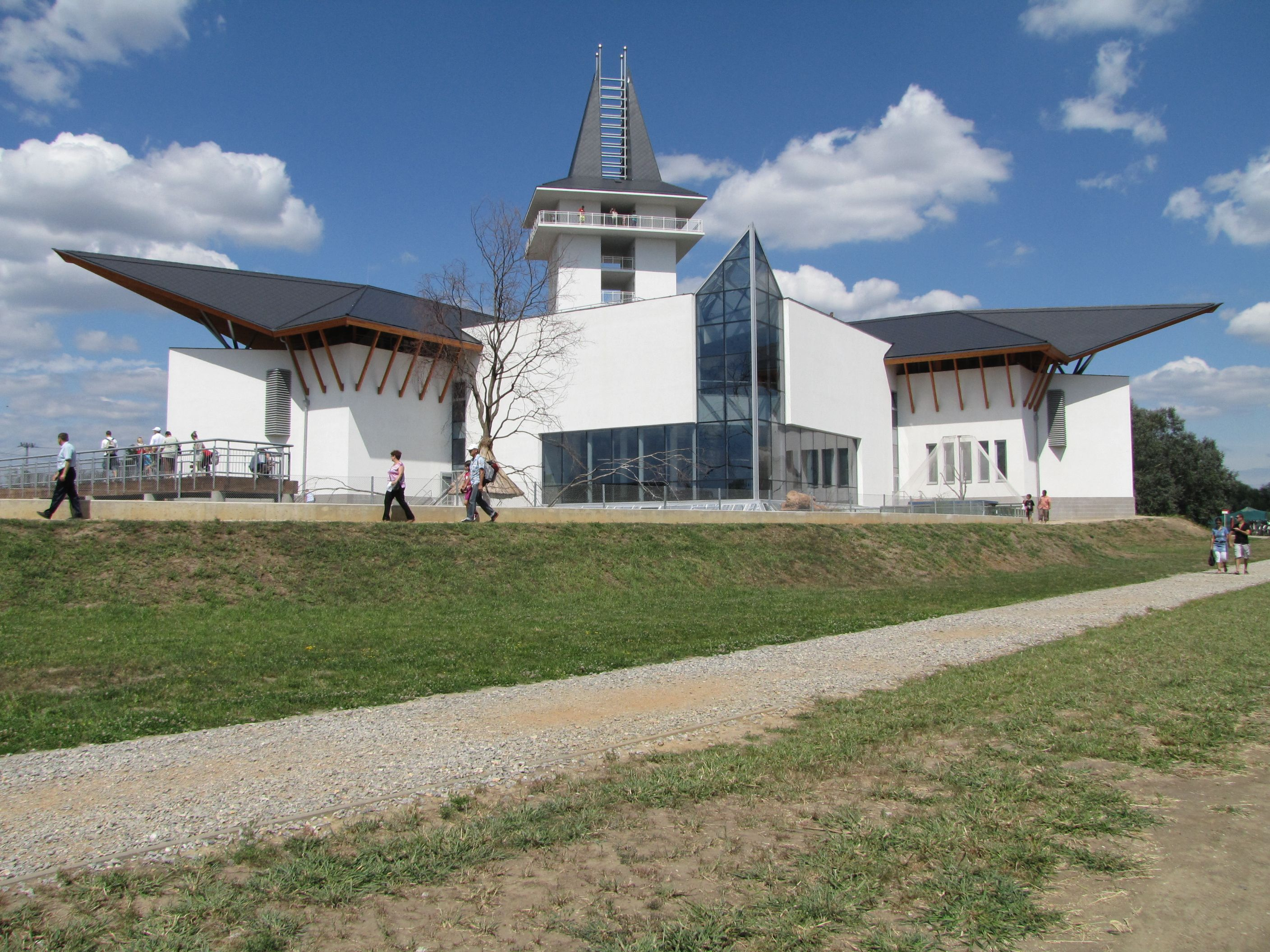
Ekocentrum Tisza-tavi v obci Poroszló
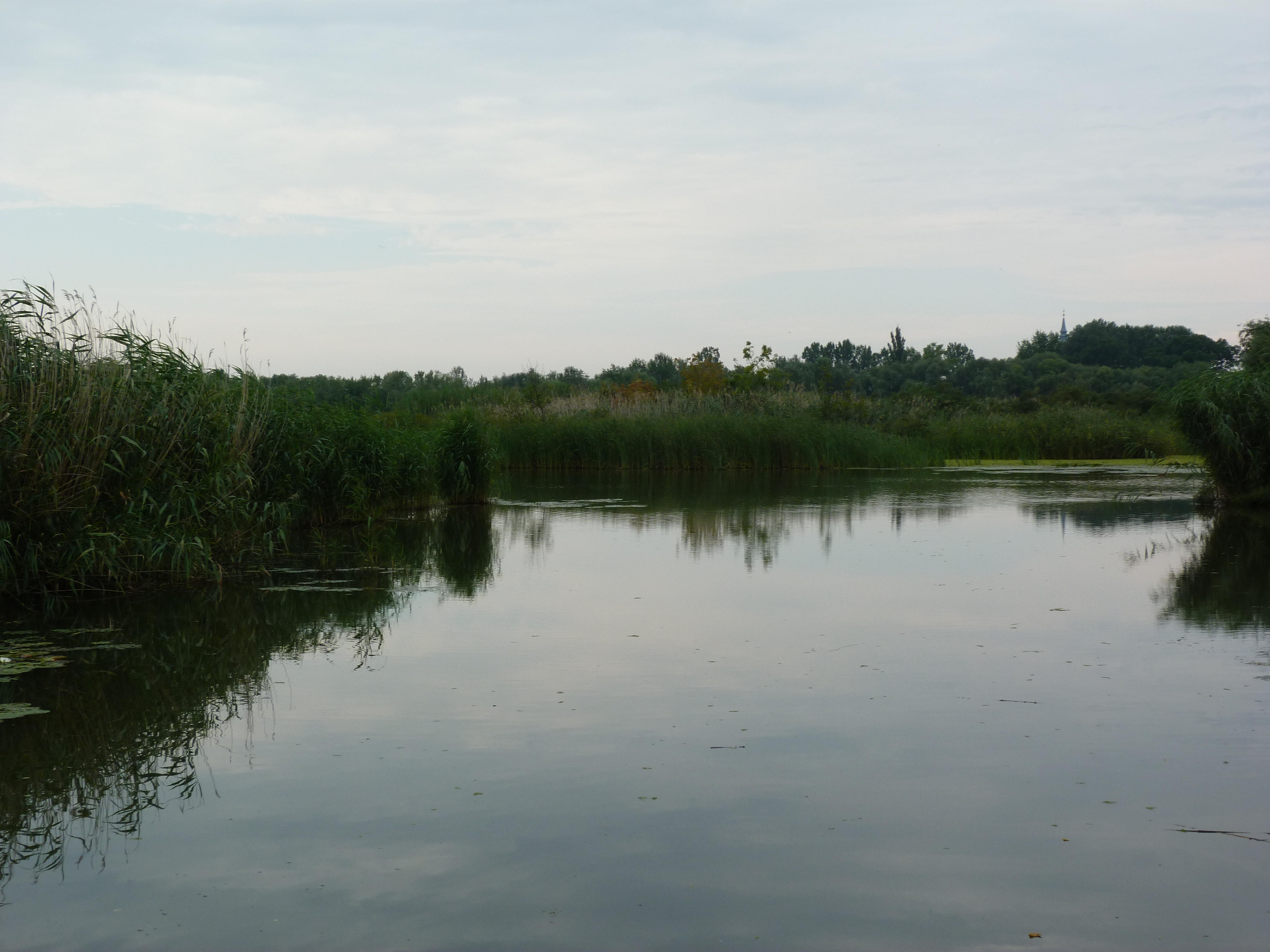
Poroszló
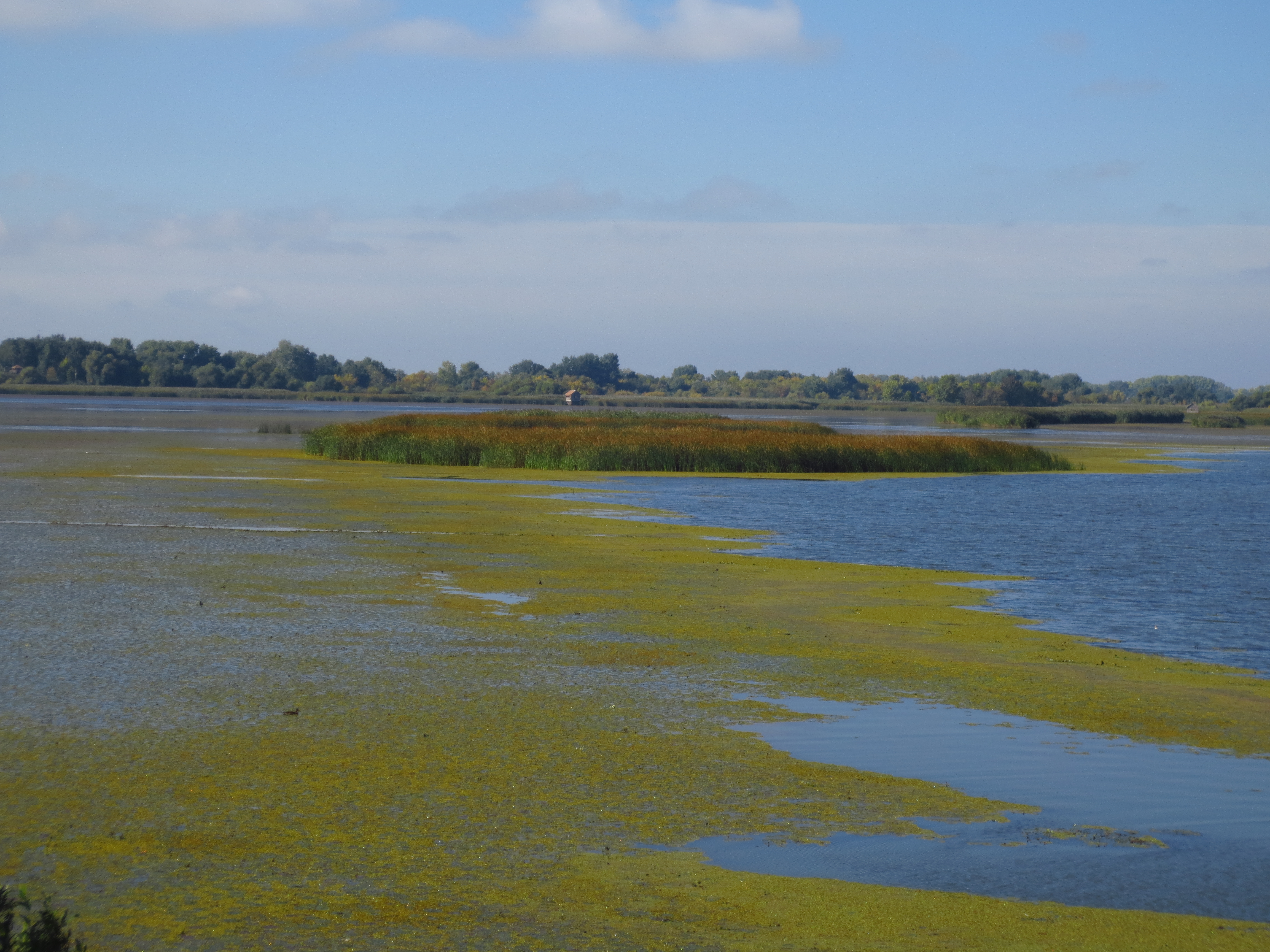
Jezero
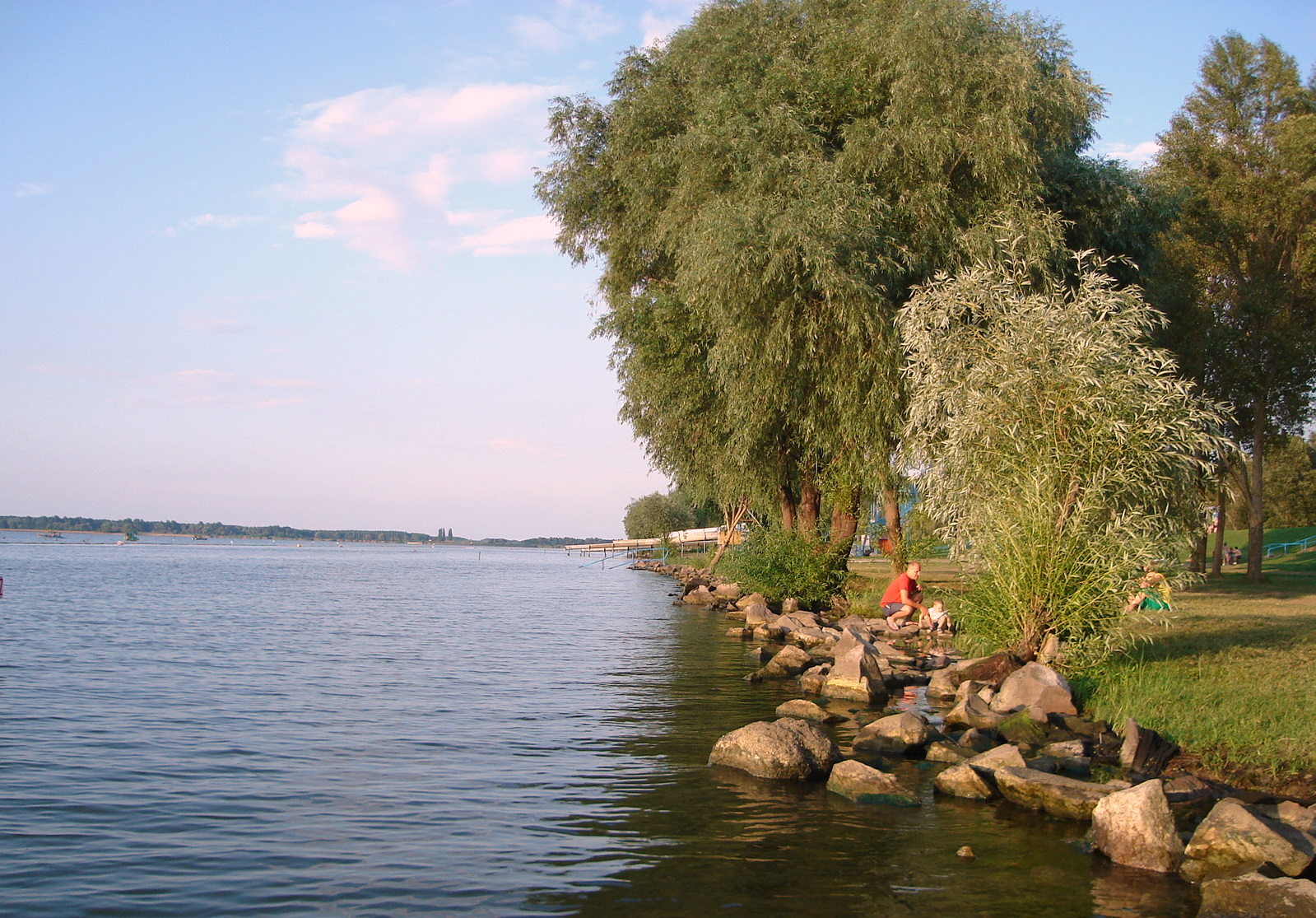
Jezero